# Frauenwald
Frauenwald település Németországban, azon belül Türingiában. Lakosainak száma 992 fő (2017. december 31.). Frauenwald Schleusegrund, Langewiesen, Neustadt am Rennsteig, Nahetal-Waldau, Schmiedefeld am Rennsteig és Stützerbach községekkel határos.

## Népesség
A település népességének változása:

| 2010 | 1 010 |
| 2017 | 992   |